# Восточный болотный лунь
Восточный болотный лунь (лат. Circus spilonotus)  — хищная птица семейства ястребиных. Считается отдельным от болотного луня видом.

## Описание
Длина 48—58 см, размах крыльев 113—137. Самка обычно крупнее.

## Распространение
Восточный болотный лунь перелётная птица. В ареал размножения Circus spilonotus входят северо-восток Китая, Монголия, юго-восток Сибири до Байкала. В районе последнего живут и обычные болотные луни и происходят скрещивания этих птиц. В небольшом количестве Circus spilonotus гнездятся и в Японии — на острове Хоккайдо и в северной части Хонсю.
Зимуют эти птицы на юге Китая, острове Тайвань, в Корее, южной Японии, северо-восточной Индии, на территории Бангладеш и в Юго-Восточной Азии вплоть до Филиппин, Борнео и Суматры. В большом количестве пролетают вдоль берега Китая, осенью тысячами пересекают Бэйдайхэ.

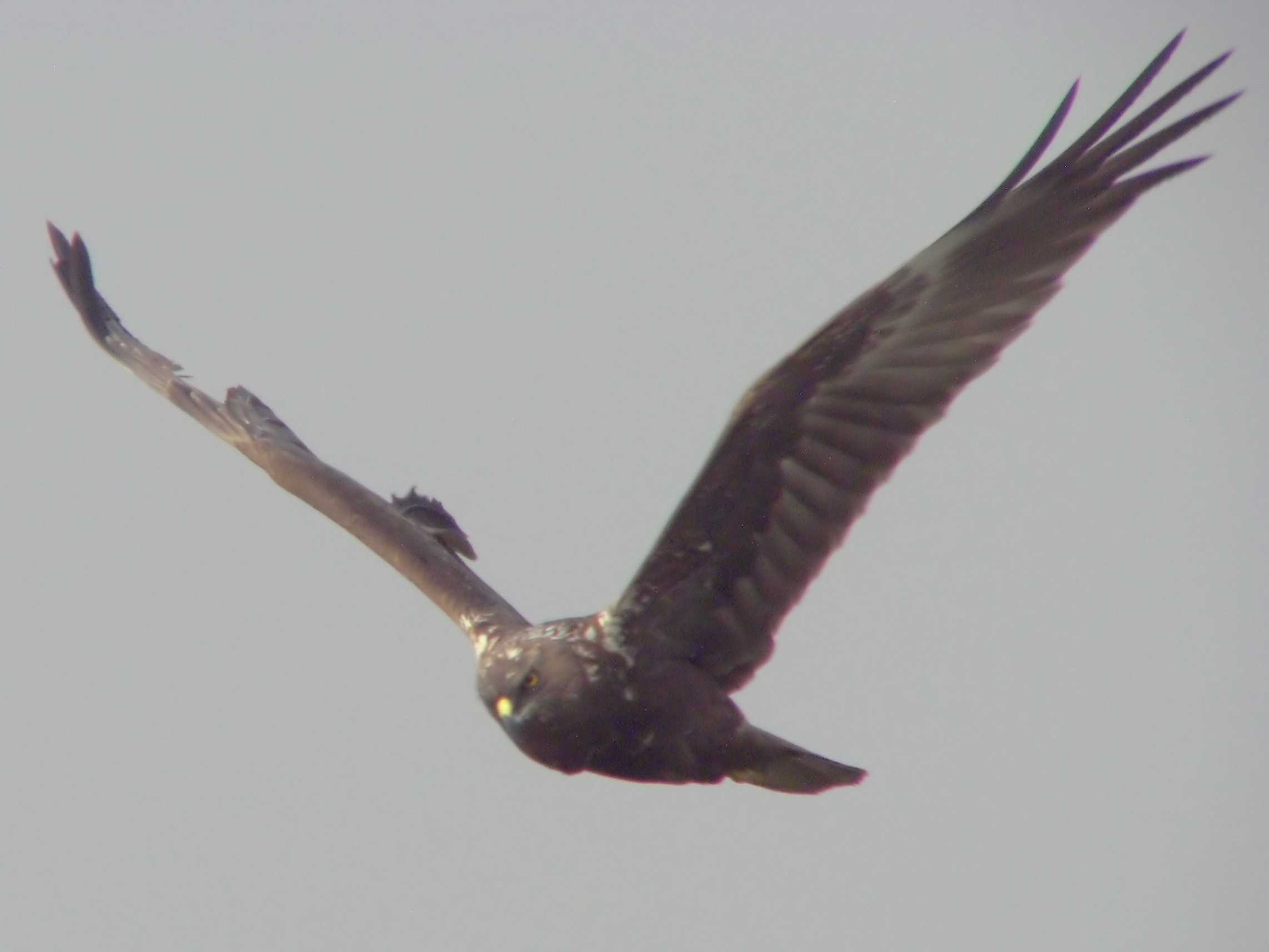
Восточный болотный лунь в полёте

## Питание и размножение
Охотясь, лунь летит низко над землёй, держа крылья в форме буквы V. Питается мелкими млекопитающими, птицами и лягушками.
Брачный сезон начинается в апреле. Гнездо строится на земле, обычно в плавнях. Самка откладывает 4—7 яиц. Период инкубации составляет 33—48 дней.